# Fellwock Automobile Manufacturing Company
Fellwock Automobile Manufacturing Company war ein US-amerikanischer Hersteller von Automobilen. Eine andere Quelle nennt davon abweichend Fellwock Rock & Panel Company für 1905 bis 1906, Fellwock Automobile & Manufacturing Company für 1906 bis 1916 und Fellwock Automobile Company für 1916 bis 1922 sowie zeitlich überlappend Fellwock Sales Company von 1915 bis 1922 und J. F. Fellwock Company bis 1919 bis 1922.

## Unternehmensgeschichte
J. F. Fellwock, P. B. Fellwock und William Ernst Fellwock gründeten das Unternehmen zur Automobilproduktion, die 1907 begann. Der Sitz war in Evansville in Indiana. Der Markenname lautete Fellwock. Die Herstellung eigener Fahrzeuge blieb ein Nebengeschäft und endete 1908. Wichtiger war die Werkstatt für Fahrzeugreparaturen. Außerdem fertigte das Unternehmen Karosserien.
1922 folgte die Auflösung.

## Fahrzeuge
Die eigenen Fahrzeuge entstanden nur auf Kundenwunsch.
Die Karosserien waren als Tonneau ausgeführt. Sie passten auf Fahrgestelle von Ford, Maxwell und Mitchell.